# Sibilia
Sibilia é uma cidade da Guatemala do departamento de Quetzaltenango.